# Tirista
Tirista är ett släkte av fjärilar. Tirista ingår i familjen glasvingar.
Kladogram enligt Catalogue of Life:
| Tirista | \| \| Tirista argentifrons \| \| \| \| \| \| Tirista praxila \| \| \| \| |
|         | \| \| Tirista argentifrons \| \| \| \| \| \| Tirista praxila \| \| \| \| |
|         | Tirista argentifrons                                                     |
|         |                                                                          |
|         | Tirista praxila                                                          |
|         |                                                                          |